# Цане (Виченца)
Цане (итал. Zanè) је насеље у Италији у округу Виченца, региону Венето.
Према процени из 2011. у насељу је живело 6600 становника. Насеље се налази на надморској висини од 173 м.

## Становништво
Према резултатима пописа становништва 2011. у општини је живело 6.642 становника.
| 1931. | 1936. | 1951. | 1961. | 1971. | 1981. | 1991. | 2001. | 2011. |
| ----- | ----- | ----- | ----- | ----- | ----- | ----- | ----- | ----- |
| 2.440 | 2.470 | 2.843 | 2.952 | 3.831 | 5.022 | 5.358 | 6.114 | 6.642 |